# Bagamoyo (Distrikt)
Bagamoyo ist ein Distrikt der Region Pwani mit dem Verwaltungssitz in der Stadt Bagamoyo. Der Distrikt grenzt im Osten an den Indischen Ozean, im Südosten an die Region Daressalam, im Süden an den Distrikt Kibaha (TC) und ist ansonst vom Distrikt Chalinze umgeben.

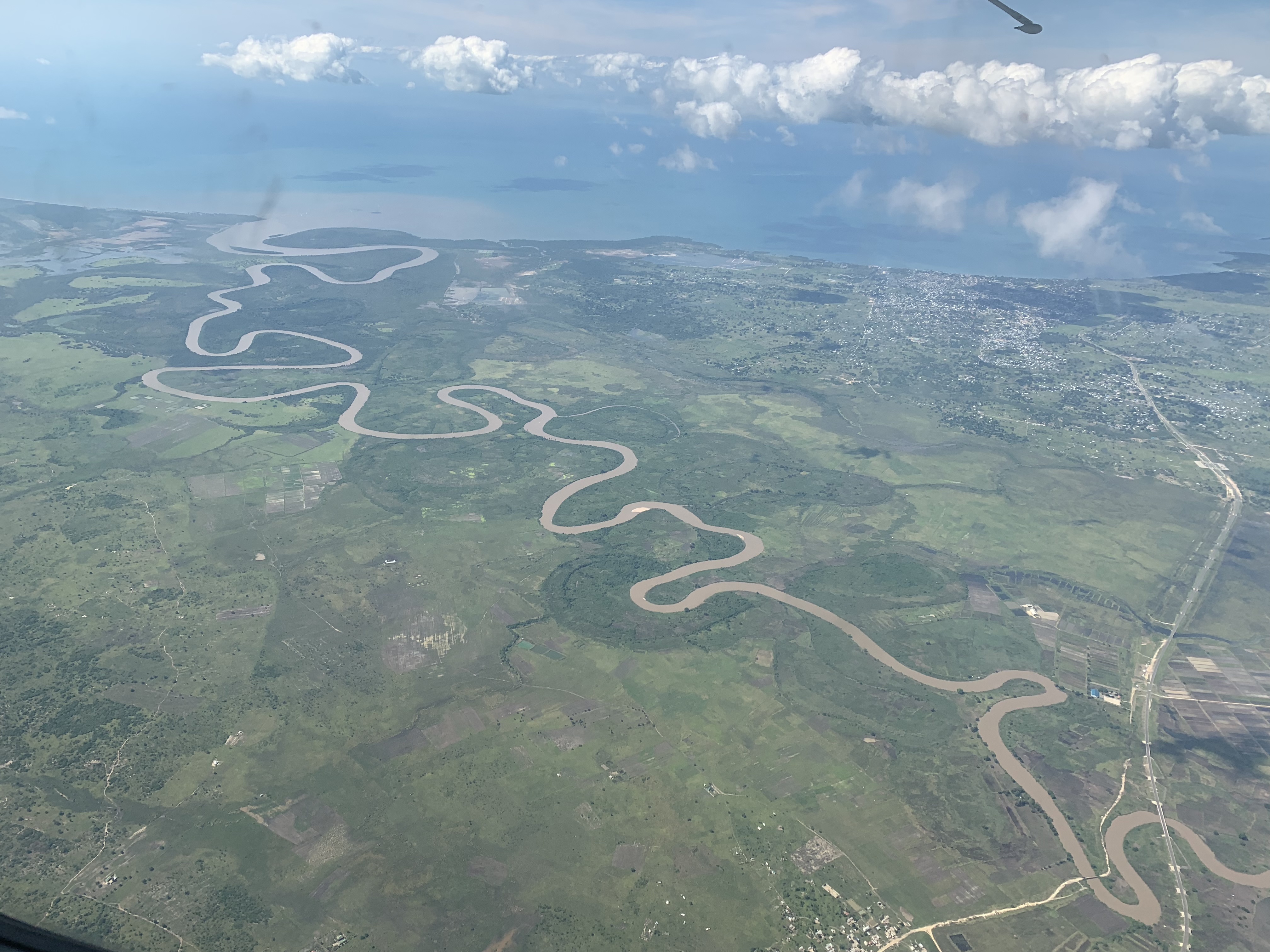
Mündung des Flusses Ruvu, rechts die Stadt Bagamoyo

## Geographie
Bagamoyo hat eine Größe von 945 Quadratkilometern und 205.478 Einwohner (Volkszählung 2022). Das Land ist eine leicht hügelige Ebene mit wenig Vegetation. Der Nordosten und der Westen sind bewaldet, die Küste im Osten ist sumpfig und von Mangrovenwald bedeckt. Die Entwässerung erfolgt in den Indischen Ozean, die größten Flüsse sind der Wami im Norden und der Ruvu.im Süden, die beide in den Indischen Ozean münden. Das Klima ist tropisch, Aw nach der effektiven Klimaklassifikation. Es gibt zwei Regenzeiten. Kurze Regenschauer fallen von Juli bis September, ausgiebigere Regen in den Monaten von Februar bis Juni. Die Niederschläge sind an der Küste stärker als im Landesinneren, im Durchschnitt fallen 800 bis 1200 Millimeter Regen pro Jahr.

## Geschichte
Schon im 12. Jahrhundert war Kaole, ein Dorf fünf Kilometer südlich der Stadt Bagamoyo, ein wichtiger Handelsstützpunkt. Später wurde „Old Stonetown“ beim heutigen Dorf Dunda ein wichtiger Umschlagplatz für Sklaven, bevor diese nach Sansibar verschifft wurden. Im 19. Jahrhundert wurde Bagamoyo das erste deutsche Hauptquartier in Ostafrika.
Seine endgültige Größe erhielt Bagamoyo, nachdem 2015 Chalinze als eigener Distrikt abgespalten wurde.

## Verwaltungsgliederung
Der Distrikt besteht aus elf Bezirken (Wards):
- Dunda
- Fukayosi
- Kiromo
- Kerenge
- Kisutu
- Magomeni
- Makurunge
- Mapinga
- Nianjema
- Yombo
- Zinga

## Bevölkerung
Die Einwohnerzahl stieg von 173.871 im Jahr 1988 über 228.967 im Jahr 2002 auf 311.740 im Jahr 2012. Das bedeutet, dass das jährliche Wachstum von 2,0 auf 3,1 Prozent zunahm. Im Jahr 2012 sprachen von den über Fünfjährigen sechzig Prozent Swahili und zehn Prozent Swahili und Englisch. Dreißig Prozent waren Analphabeten. Nach der Teilung des Distriktes im Jahr 2015 sank die Einwohnerzahl auf 106.484 im Jahr 2016 (Schätzung), stieg bis zur Volkszählung 2022 auf 205.478.

## Einrichtungen und Dienstleistungen
- Bildung: Im Distrikt besuchten 21.833 Schüler die Grundschule, wo sie von 668 Lehrern (164 Männern und 504 Frauen) unterrichtet wurden. Von den 39 Grundschulen waren 32 öffentlich. In 21 weiterführenden Schulen wurden 10.716 Schüler unterrichtet. Davon waren neun Schulen öffentlich (Stand 2017).[11]
- Gesundheit: Für die medizinische Versorgung der Bevölkerung standen ein staatliches und vier private Krankenhäuser zur Verfügung. Daneben gab es ein staatliches Gesundheitszentrum und fünfzehn staatliche Apotheken. Im Distrikt ordinierten 246 Ärzte (Stand 2017).[12]

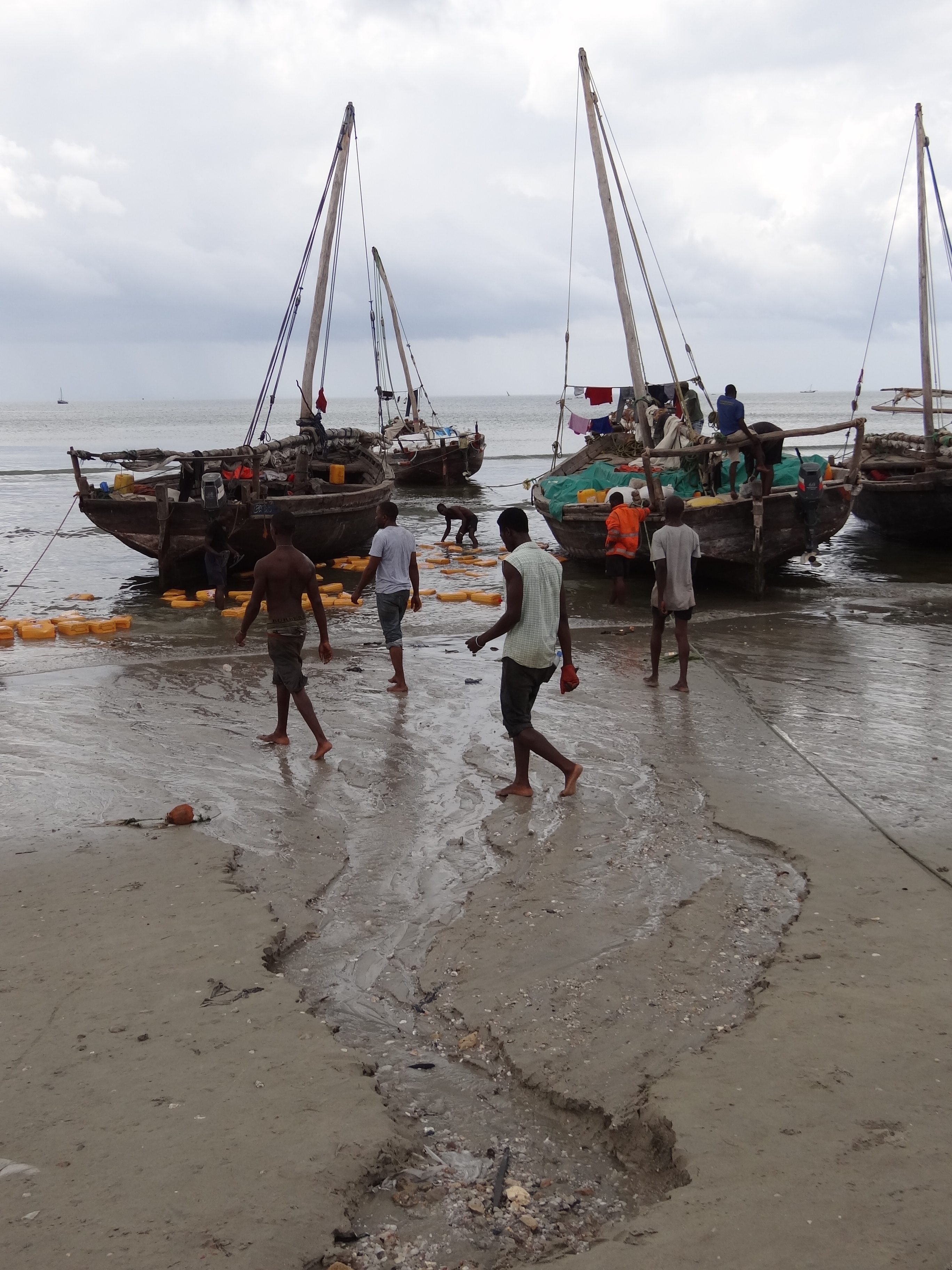
Fischerboote

## Wirtschaft und Infrastruktur
Rund achtzig Prozent der Bevölkerung sind in der Landwirtschaft tätig.
- Landwirtschaft: Der Großteil der landwirtschaftlichen Erträge dient der Selbstversorgung. Angebaut werden Mais, Reis, Hirse, Maniok, Süßkartoffeln, Kartoffeln, Hülsenfrüchte, Sesam, Cashewnüsse, Ananas, Orangen, Mangos und Sonnenblumen.[3] Im Jahr 2016 wurden 10.000 Tonnen Ananas, 400 Tonnen Koksonüsse und 370 Tonnen Cashewnüsse verkauft.[13] Fast neunzig Prozent der Haushalte auf dem Land und zehn Prozent der Haushalte in der Stadt halten Nutztiere. Am häufigsten gehalten werden Geflügel und Rinder (Stand 2012).[14]
- Fischerei: Im Jahr 2017 wurden mit 171 Fischereifahrzeugen 80 Tonnen Fisch aus dem Meer gefangen. Im selben Jahr war der Ertrag aus Fischteichen knapp neun Tonnen.[15]
- Eisenbahn: Die Bahnlinie von Tanga nach Arusha, die 2019 wieder eröffnet wurde, durchquert den Distrikt von Süden nach Norden.[16]
- Straßen: Die wichtigste Straßenverbindung des Distriktes ist die Nationalstraße T1, die von Daressalam nach Morogoro führt und durch den Süden des Distriktes verläuft. In Chalinze zweigt von dieser die Nationalstraße T2 ab, die nach Norden durch die Stadt Bagamoyo und weiter bis Moshi führt.[17] Daneben gibt es 63 Kilometer Regionalstraßen und über 400 Kilometer Landstraßen. Diese sind größtenteils unbefestigt (Stand 2015/16).[18]
- Wasser: Im Jahr 2021 unterstützte die Katholischen Männerbewegung Steiermark ein Wasserversorgungsprojekt für die Gegend um Lugoba.[19]

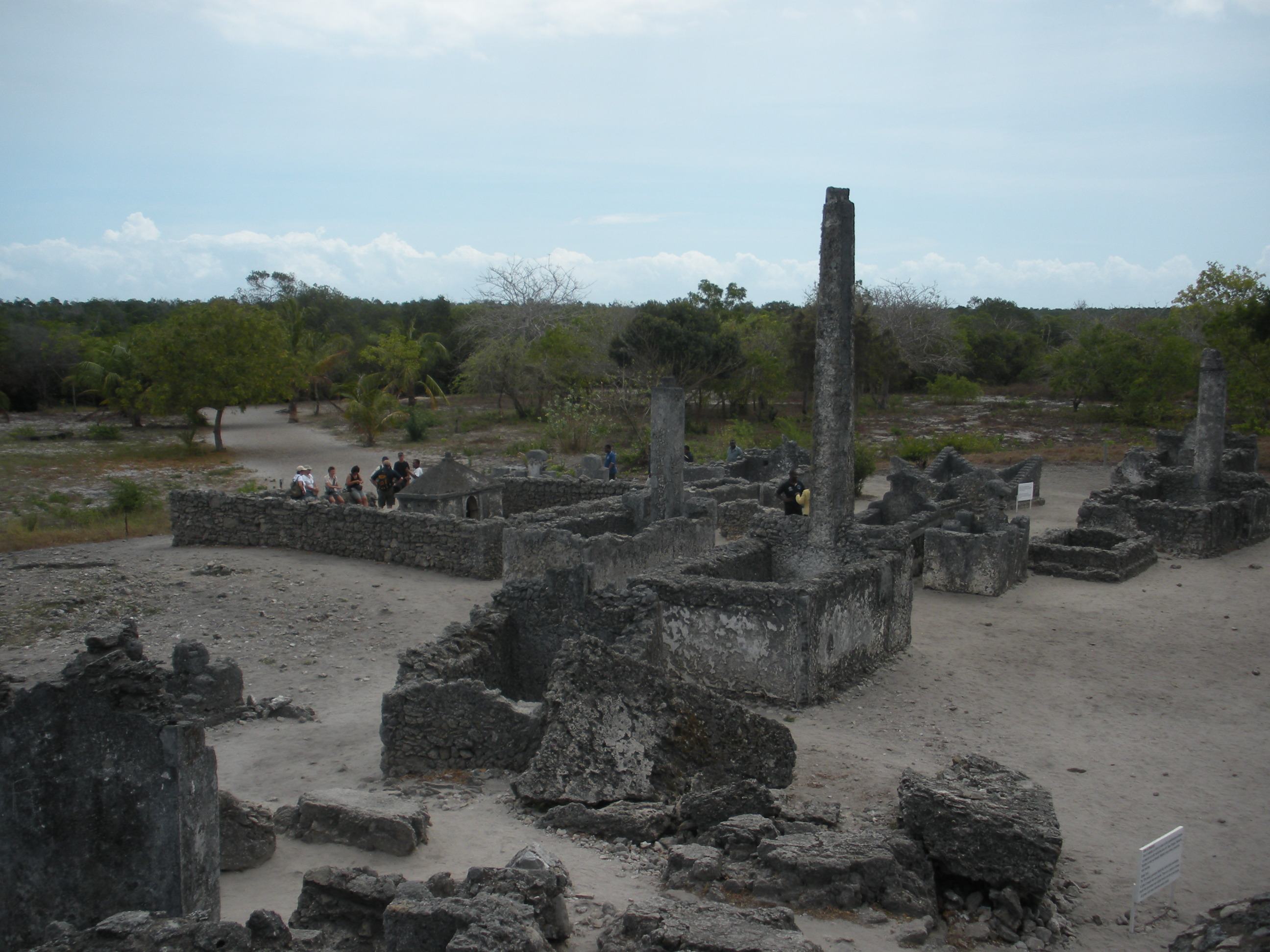
Ruinen bei Kaole

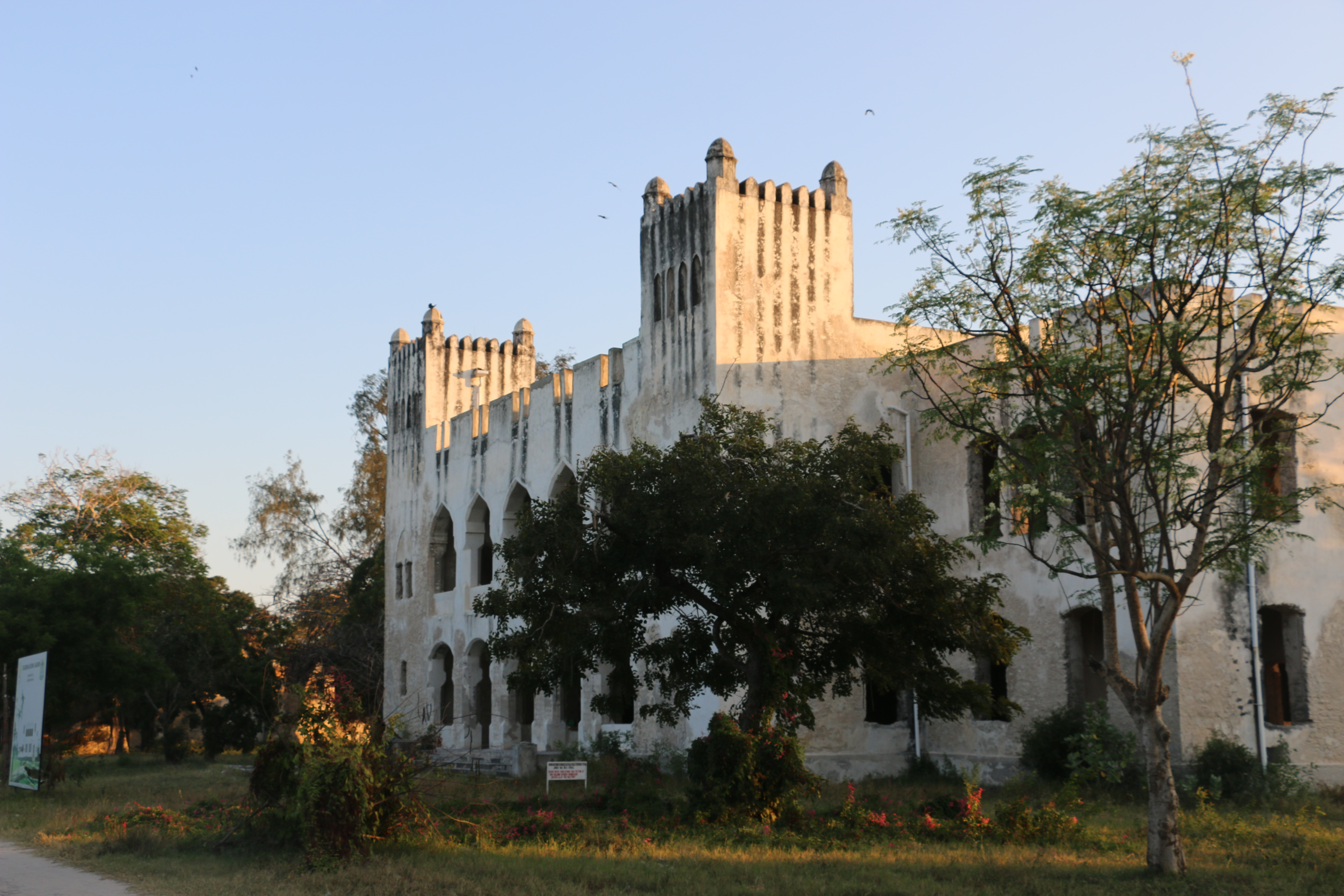
Historische Stadt Bagamoyo, Alte Boma

## Sehenswürdigkeiten
- Saadani-Nationalpark: Im Norden hat der Distrikt Anteil an diesem 1062 Quadratkilometer großen Nationalpark. Er wurde 1969 zum Naturreservat und 2002 zum Nationalpark erklärt.[20][21]
- Ruinen von Kaole: Fünf Kilometer südlich der Stadt Bagamoyo liegen die Ruinen von zwei Moscheen und von 22 Gräbern aus dem 13. Jahrhundert.[22]
- Historische Stätten aus der Deutschen Kolonialzeit: Bekannte Sehenswürdigkeiten sind das Alte Fort aus dem Jahr 1856, das Deutsche Zollhaus von 1895 und die Deutsche Boma von 1897.[22]